# پلیکانان
پلیکانان (به لاتین: Pelecanidae) خانواده‌ای از پرندگان راستهٔ پلیکان‌سانان در زیرراستهٔ پلیکان‌سانیان (Pelecani) است که شامل سه سرده است: Eopelecanus و Miopelecanus منقرض‌شده و سردهٔ پلیکان‌ها (Pelecanus) موجود.
پلیکانان (Pelecanids) از پایان ائوسن (پریابونی) وجود داشته‌اند و هنوز هم وجود دارند.